# Lophoptera conspicua
Lophoptera conspicua är en fjärilsart som beskrevs av Emilio Berio 1956/57. Lophoptera conspicua ingår i släktet Lophoptera och familjen nattflyn. Inga underarter finns listade i Catalogue of Life.